# RFactor
rFactor est un jeu vidéo de simulation de course automobile développé et édité par Image Space Incorporated (ISI) en 2005.

## Présentation
Par défaut, le jeu comprend quelques véhicules de Formule 1 et Formule 3 ainsi que de tourisme et super tourisme. Cinq circuits seulement sont proposés. Cependant, un très grand nombre de circuits et de véhicules sont disponibles gratuitement sur de très nombreux sites dédiés à la simulation automobile.
Ce jeu est annoncé comme logiciel ouvert, c’est-à-dire offrant la possibilité d'y intégrer modèles et circuits développés par des tiers et c'est ce qui fait sa grande force car il offre une diversité rarement vue dans une simulation automobile. On trouve en effet des mods qui vont de la compétition de tondeuses à gazon à la Formule 1 en passant par la GT ou les buggys. La physique assez poussée du jeu permet des comportements assez réalistes pour peu que les moddeurs s'y attardent un peu.
Le jeu est disponible en deux modes de distribution :
- par internet, où on peut acheter ce dernier en version « normale » (disponible avec plusieurs circuits et types de véhicule) pesant plusieurs centaines de Mo ou en version « légère » (sans circuits ni voitures) faisant un peu moins de 100 Mo.
- par DVD où l'installation est beaucoup plus pléthorique que par internet, vu la capacité du support, qui contient tous les mods de la version « normale » d'internet, plus quelques autres.